# Nigramma basalis
Nigramma basalis är en fjärilsart som beskrevs av George Francis Hampson 1891. Nigramma basalis ingår i släktet Nigramma och familjen nattflyn. Inga underarter finns listade i Catalogue of Life.